# Султанов, Зарлык Султанович
Зарлык Султанович Султанов (1943—2016) — советский футболист, полузащитник и защитник, тренер. Мастер спорта СССР (1967)

## Биография
Родился в пригороде Фрунзе Баш-Кара-Суу. В футбольной секции начал заниматься в 14-летнем возрасте у тренера Льва Алексеевича Егорова.
Начал выступать на взрослом уровне в 18-летнем возрасте в фрунзенской «Алге», в которой провёл всю карьеру в командах мастеров. За 12 сезонов (1961—1972) сыграл не менее 240 матчей в первой лиге и забил 8 голов. Был в числе основных игроков клуба в сезоне 1967 года, когда «Алга» заняла третье место в зональном турнире второй группы класса «А», что стало наивысшим успехом клуба в советской истории. По итогам сезона 1967 года получил звание мастера спорта СССР и стал первым в истории этническим киргизом, получившим звание мастера спорта по футболу. Стал одним из немногих игроков того состава, кто после успешного сезона не перешёл в более именитый клуб, а остался в «Алге».
В составе «Алги» выходил на поле в матчах Кубка СССР против клубов высшей лиги — киевского «Динамо» и ленинградского «Зенита».
После завершения карьеры в командах мастеров, некоторое время играл в чемпионате Киргизской ССР за фрунзенский «Сельмашевец» и был играющим тренером в командах КФК Оша.
В начале 1980-х годов работал линейным арбитром на матчах второй лиги.
Долгое время работал тренером детских и взрослых команд. На взрослом уровне возглавлял «Шахтёр» (Таш-Кумыр) и «Намыс» (Талас), последнюю — в высшей лиге Кыргызстана. В качестве детского тренера воспитал немало известных игроков, его воспитанниками являются игроки сборной Кыргызстана братья Марат и Мурат Джумакеевы, поигравший в высшей лиге Украины Тагир Фасахов, игрок сборной Казахстана Владислав Чернышов и другие.
В последние годы жизни жил в нищете и страдал от болезней ног.
Скончался в начале апреля 2016 года на 73-м году жизни.